# Percy Ford
Percy Ford (ur. 15 marca 1888 roku w Chicago, zm. 8 marca 1962 roku w Kansas City) – amerykański kierowca wyścigowy.

## Kariera
W swojej karierze Ford startował głównie w Stanach Zjednoczonych w mistrzostwach AAA Championship Car oraz towarzyszącym mistrzostwom słynnym wyścigu Indianapolis 500. W drugim pierwszym startów, w 1920 roku stanął na najniższym stopniu podium Indy 500. Z dorobkiem 35 punktów został sklasyfikowany na siedemnastym miejscu w końcowej klasyfikacji kierowców. Rok później Amerykanin raz stanął na podium. Uzbierał łącznie 127 punktów, co dało mu trzynastej miejsce.